# 菅野隆
菅野 隆（かんの たかし）は、日本の映画監督。宮城県仙台市出身。宮城県仙台第一高等学校卒。

## 作品

### 監督
1981年
- 密猟妻奥のうずき
- ズームアップ ビニール本の女

1982年
- 生録 盗聴ビデオ

1983年
- セクシー・ドール 阿部定3世

1985年
- マゾヒスト

### 助監督
1978年
- 高校大パニック
- 20歳の性白書 のけぞる
- 桃尻娘 ピンク・ヒップ・ガール
- 縄地獄
- 宇能鴻一郎のあげちゃいたいの
- 泉大八の犯しっこ

1979年
- 団鬼六 縄と肌
- クライマックス・レイプ 剥ぐ!
- 快楽昇天風呂
- 高校エロトピア 赤い制服
- 看護婦日記 いたずらな指
- 泉大八の女子大生の金曜日

1980年
- 宇能鴻一郎の濡れて悶える
- 宇能鴻一郎のホテルメイド日記
- 団鬼六 白衣縄地獄
- 単身赴任 新妻の秘密
- 看護婦日記 わいせつなカルテ
- 団鬼六 薔薇地獄

1981年
- 制服体験トリオ わたし熟れごろ
- 情婦はセーラー服

1982年
- ワイセツ家族 母と娘
- 美姉妹・犯す

1983年
- 暗室